# BLESS (アイドルグループ)
BLESS（ブレス）は、日本の4人組女性アイドルグループである。ウェスタ所属。
2014年1月に活動を休止したが、メンバーを一新し、同年8月のライブより活動を再開した。

## 概要
2011年4月、アルファコアに所属するメンバー8人で結成。後年「ミスFLASH2013」グランプリを獲得する永井里菜、「ミスアクション2013」グランプリを獲得する森実咲、「2012ミスヤングチャンピオン」グランプリを獲得する池上紗理依をはじめとして、結成当初よりグラビアアイドルとして活動するメンバーが多かった。
BLESSとしてのライブは結成後半年以上経った2011年12月30日に初めて行われ、その時点ではメンバーが3人脱退して5人編成となっていた。以降はほぼ月1～2回のペースで、東京の赤坂元気劇場で行われる対バンイベント「Akasaka Fantasista」などの場でライブ活動を行っていた。2012年11月、ウェスタに移籍。2013年4月には池上が脱退して4人編成となった。
2013年8月7日にミニアルバム『Step One』を発売。CDジャーナルは「ハウスやドラムンベースのビートにキャッチーなメロディが乗る大衆性の強い楽曲が並ぶ。あどけなく幼さの残るヴォーカルはやや抑揚に欠けるが、それが逆にアイドルらしいチャームに繋がっている。」と評した。
2013年10月12日にはグループとして初のワンマンライブを行った。同年12月18日に活動休止が発表され、2014年1月19日に初期メンバー最後のライブとなるファン感謝イベントが行われたが、同年5月には4人のメンバー全員を入れ替える形で新生BLESSが始動することが公表され、8月31日にお披露目ワンマンライブが行われた。

## メンバー
- 市川琳　（2014.5 - ）
- 山王ゆな（2014.5 - ）
- 橋本紗奈（2014.5 - ）
- 鈴木佑理（2014.5 - ）

### 元メンバー
- 永井里菜（2011.4 - 2014.1）
- 森実咲　（2011.4 - 2014.1）
- 宮沢くるみ（2011.4 - 2014.1）
- 吉田未来（2011.4 - 2014.1）
- 池上紗理依（2011.4 - 2013.4）
- 片衛みなみ（2011.4 - 2011.11）
- 真木美頼（2011.4 - 2011.11）
- 会原麻彩（2011.4加入後まもなく脱退）

## ディスコグラフィ

### ミニアルバム
- Step One（2013年8月7日、VESTA MUSIC）

## 出演

### ネット番組
- 東京まっくす土曜日（2011年7月23日~2012年11月24日、ODAIBA TV/USTREAM）

### ライブ参加
2011年
- Task-izm 2011「今年一年の厄落とし」（12月30日、渋谷RUIDO K2）…初ライブ

2012年
- A.I.S.A（All Idol Songs Awards）（1月11日、初台The DOORS）
- Love Mark Festival vol.18（1月19日、渋谷REX）
- SHIBUYAサイダー vol.3（1月28日、Shibuya O-nest）
- SHIBUYAサイダー vol.4（2月25日、Shibuya O-nest）
- 大田区文化会 vol.22（3月25日、Shibuya O-nest）
- 大田区文化会 vol.23（4月22日、Shibuya O-nest）
- 大田区文化会 vol.24（5月27日、Shibuya O-nest）
- えびおん! AFTER SCHOOL（5月31日、LIVEGATE TOKYO）
- Roppongi Colosseum（6月23日、The 1633 tokyo）
- Akasaka Fantasista Vol.21（8月18日、赤坂元気劇場）
- 大田区文化会 vol.26（8月19日、Shibuya O-nest）
- RoppongiCollection vol.04（9月26日、Roppongi BeeHive）
- Akasaka Fantasista Vol.23（10月20日、赤坂元気劇場）
- Akasaka Fantasista Vol.24（11月30日、赤坂元気劇場）

2013年
- Akasaka Fantasista vol.26（1月25日、赤坂元気劇場）
- Akasaka Fantasista vol.27（2月15日、赤坂元気劇場）
- JPSガールズボイス ベルサス 第1回大会 第1回戦第2試合（2月19日、渋谷RUIDO K2）
- Akasaka Fantasista vol.31（3月21日、赤坂元気劇場）
- JPSガールズボイスwithアイドル☆トライアスロン（4月1日、初台DOORS）
- JPSガールズボイス ベルサス 第1回大会 準決勝戦第2試合（4月24日、渋谷RUIDO K2）
- Akasaka Fantasista vol.33（4月25日、赤坂元気劇場）
- JPSガールズボイス ベルサス 第1回大会 決勝戦!!（5月8日、渋谷RUIDO K2）
- Akasaka Fantasista vol.35（5月22日、赤坂元気劇場）
- music power I doll vol.2（6月23日、目黒鹿鳴館）
- Akasaka Fantasista vol.36（6月26日、赤坂元気劇場）
- JPSガールズボイス-55（7月6日、新宿RUIDO K4）
- 赤坂サカス 夏を先取り 笑顔の扉 デリシャカスライブ（7月25日、赤坂Sacas）
- Akasaka Fantasista vol.37（7月26日、赤坂元気劇場）
- アイドルグランドバトル! round.1（8月16日、duo MUSIC EXCHANGE)
- Akasaka Fantasista vol.38（8月28日、赤坂元気劇場）
- アイコレNEXT Vol.5（9月14日、秋葉原CLUB GOODMAN）
- よい娘の歌謡日 Vol.12（9月26日、池袋Dot）
- ワンマンlive「ALL BLESS」vol.１（10月12日、渋谷CLUB asia）…初ワンマンライブ
- アイドルグランドバトル! round.2（10月18日、duo MUSIC EXCHANGE）
- Akasaka Fantasista vol.40（10月22日、赤坂元気劇場）
- music power I doll vol.11（11月2日、目黒鹿鳴館）
- Akasaka Fantasista vol.41（11月13日、赤坂元気劇場）
- Akasaka Fantasista vol.42（12月18日、赤坂元気劇場）

2014年
- BLESSファン感謝イベント（1月19日、ハッピーアワーシアター）
- 新生「BLESS」お披露目ワンマンLIVE ☆ALL　BLESS☆（8月31日、ikebukuro Dot）
- End of Summer Festival 2014（9月7日、KOENJI HIGH）
- ガールズサミットFREE!!（9月24日、KOENJI HIGH）
- フューチャーアイドルプラネットLv17（DAY/NIGHT）（9月28日、ikebukuro Dot）
- MusicLife#0（9月29日、KOENJI HIGH）
- TIARA ON PARADE（10月2日、SHIBUYA DESEO）
- Sing! Dance! Smile!! （DAY/NIGHT）（10月12日、TOKYO FM HALL）